# Marilândia (Arealva)
Marilândia é um bairro rural (área urbana isolada) do município brasileiro de Arealva, no interior do estado de São Paulo.

## História

### Origem
O povoado de Marilândia teve origem no antigo bairro do Corvo Branco. Quando pleiteou a elevação à distrito em 1953 possuía 37 prédios e aproximadamente 300 habitantes.

### Formação administrativa
- Pedido para criação do distrito através de processo que deu entrada na Assembléia Legislativa do Estado de São Paulo no ano de 1953, mas como não atendia os requisitos necessários exigidos por lei para tal finalidade o processo foi arquivado[4].

## Geografia

### Demografia

#### População urbana
| Crescimento população urbana | Crescimento população urbana | Crescimento população urbana | Crescimento população urbana |
| Censo                        | Pop.                         |                              | %±                           |
| ---------------------------- | ---------------------------- | ---------------------------- | ---------------------------- |
| 2000                         | 149                          |                              | —                            |
| 2010                         | 121                          |                              | −18,8%                       |
| Fonte: IBGE e Fundação SEADE |                              |                              |                              |

Até o Censo 2010 (IBGE) Marilândia era classificado pelo IBGE como área urbana isolada do distrito sede.

### Rodovias
Marilândia possui acesso à cidade de Arealva através de estrada vicinal.

### Hidrografia
O bairro localiza-se às margens da Represa de Promissão no Rio Tietê.

## Serviços públicos

### Saneamento
O serviço de abastecimento de água é feito pela Companhia de Saneamento Básico do Estado de São Paulo (SABESP).

### Energia
A responsável pelo abastecimento de energia elétrica é a CPFL Paulista, distribuidora do Grupo CPFL Energia.

## Religião
O Cristianismo se faz presente no bairro da seguinte forma:

### Igreja Católica
- A igreja faz parte da Diocese de Bauru[12].

### Igrejas Evangélicas
- Congregação Cristã no Brasil[13].